# Bramfelder See
Der Bramfelder See liegt im Hamburger Stadtteil Steilshoop. Er hat eine längliche Form und wird von mehreren Quellen gespeist, unter anderem vom ehemaligen Prökelmoor. In seiner Länge von Ost nach West misst er etwa 1,2 km. Die Breite ist deutlich geringer, im Osten beträgt sie etwa 400 Meter, an der schmalsten Stelle sind es knapp 100 Meter vom Nord- zum Südufer. Nirgendwo ist der See tiefer als drei Meter. Drumherum führt ein Weg, der knapp drei Kilometer lang ist.
Von den vier Inseln sind zwei nur durch schmale Wasserrinnen vom Ufer getrennt. Die größte Insel liegt im Ostteil mitten im See und ist etwa 600 m² groß. Seit einigen Jahren befindet sich auf dieser Insel eine große Graureiherkolonie. Im Jahr 2005 brüteten dort über 30 Reiherpaare. 

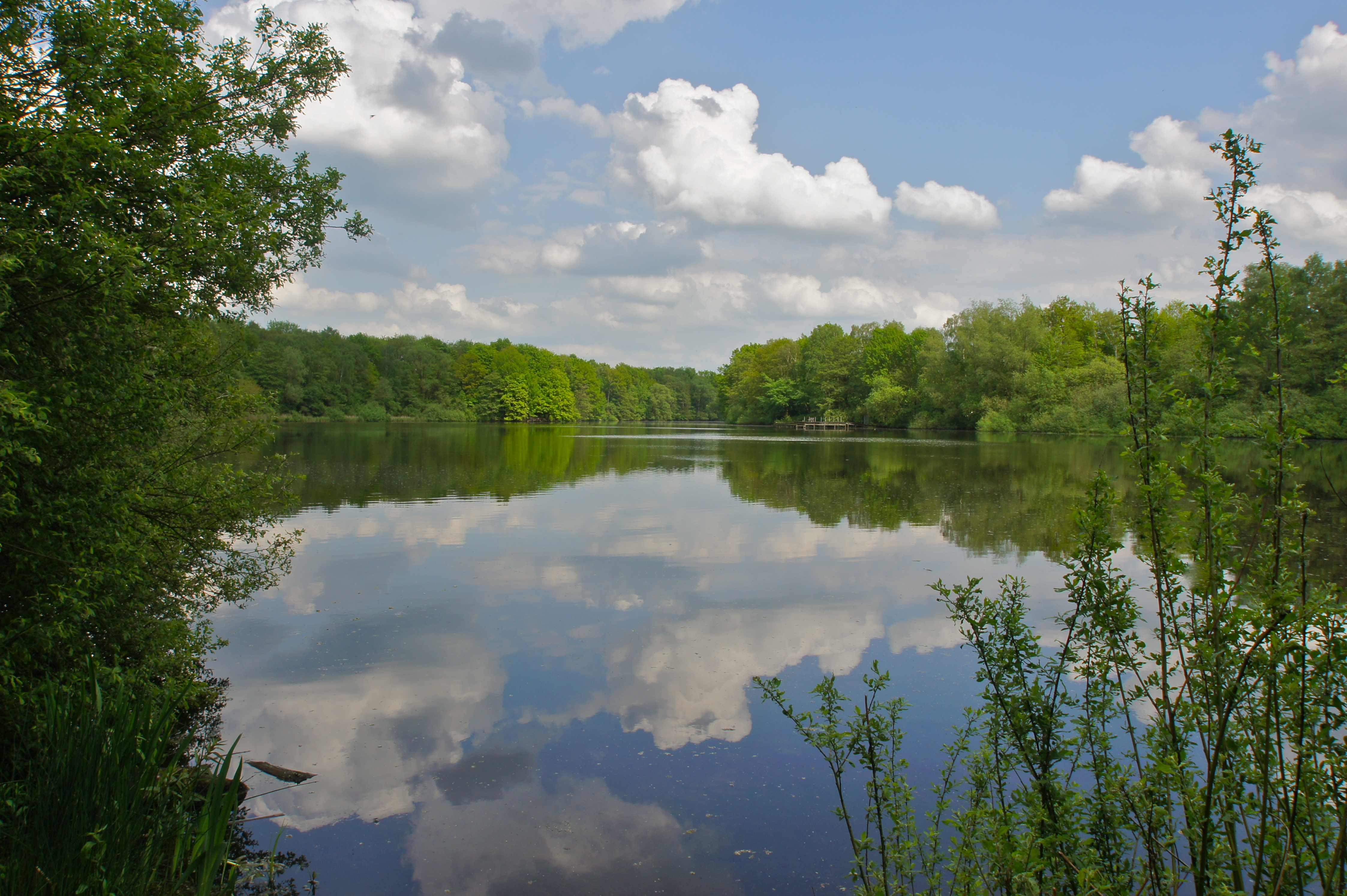
Der See vom Nordufer

Nachdem der See früher von Karpfenzuchtbetrieben wirtschaftlich genutzt wurde, ist er heute ein Vorzeigebiotop, dessen Wasserfläche von einem Angelverein gepflegt wird. Die Ufergebiete sind bewachsen, etliche Umweltprojekte wurden hier angelegt. Durch einen Rundweg um den See von 2,9 km Länge wurde das Gewässer ein wichtiges Naherholungsgebiet, nicht nur für das nahe Neubaugebiet Steilshoop.
An seiner Westseite gibt es einen großen Spiel- und Grillplatz. Unmittelbar an das Nordufer des Sees grenzt der Hauptfriedhof Ohlsdorf. Im Süden fließt das Seewasser über die Seebek erst in die Osterbek und schließlich in die Alster. Die Inseln stehen unter Naturschutz und sind vom Wanderweg aus gut zu beobachten. Unweit (ca. 800 m entfernt) des Bramfelder Sees liegt der Alte Teich, der auch als „kleiner“ Bramfelder See bekannt ist.

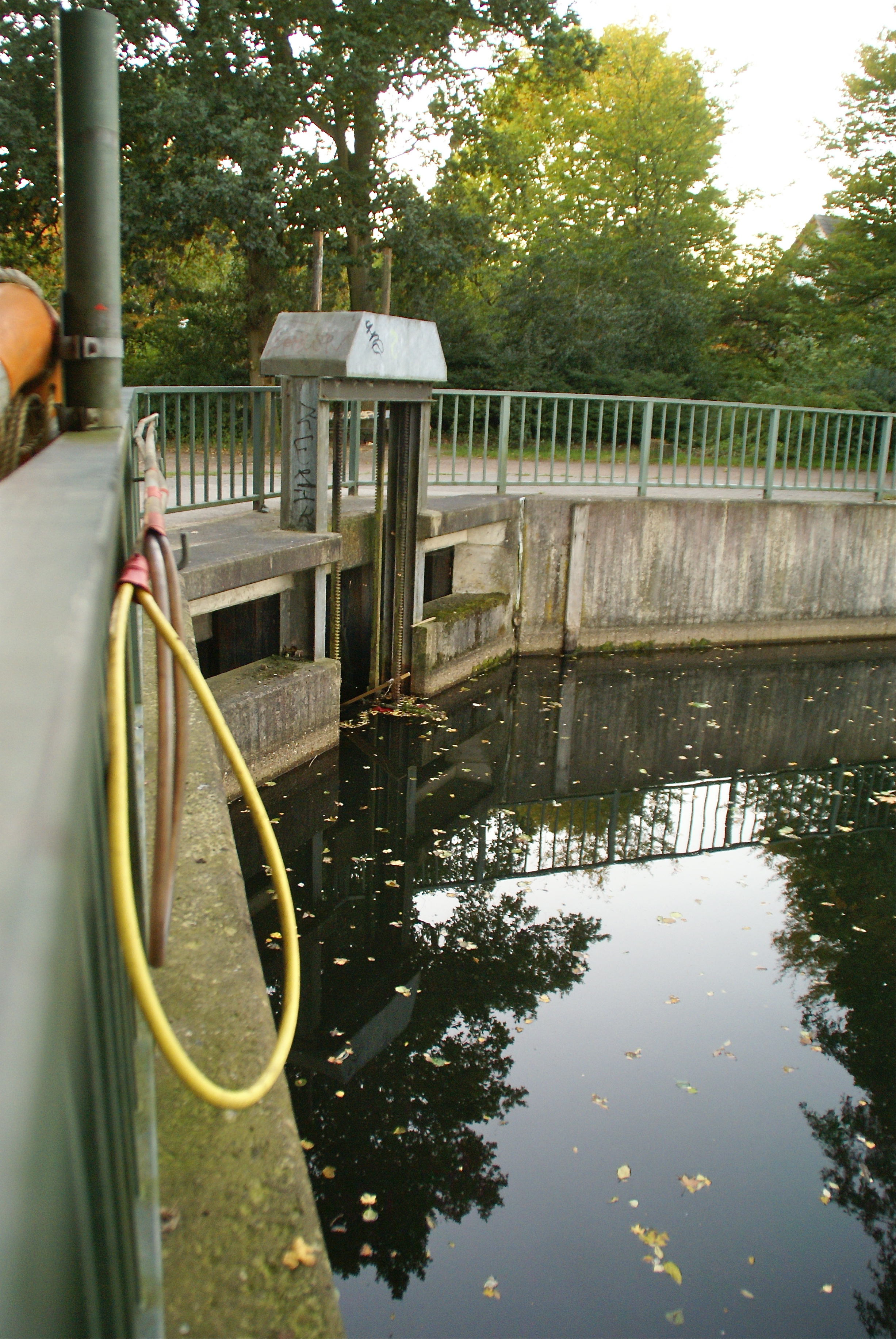
Die Ablaufschleuse

In der Nacht vom 17. auf den 18. Januar 2010 brachen Unbekannte das Schloss an der Ablaufschleuse auf und ließen den See unter dem Eis in die Seebek auslaufen. In der Folge verendete ein Großteil des Fischbestands. Der Sportfischereiverein Elbe e. V. befürchtet, dass es Jahre dauern wird, bis sich der See von dieser Katastrophe erholt.
2014 befand sich die Brücke auf der westlichen Seite des Sees in einem so schlechten Zustand, dass zur Gefahrenabwehr ein Teil des Geländers provisorisch verstärkt werden musste. Im Februar 2015 wurden schließlich die Bohlen der Brücke entfernt und diese dadurch unbenutzbar gemacht. Da die zuständige Fachbehörde nach stichhaltigen Argumenten für den Erhalt der Brücke verlangte, starteten Kommunalpolitiker mithilfe der Presse einen entsprechenden Aufruf an die Bevölkerung und entwickelten aus den eingegangenen Einsendungen einen Antrag auf den Wiederaufbau der Brücke.